# Zaqhwan Zaidi
Zaqhwan Zaidi (Selangor, 20 juli 1995) is een Maleisisch motorcoureur.

## Carrière
Zaidi maakte in 2013 zijn internationale motorsportdebuut in de Moto2-klasse van het wereldkampioenschap wegrace tijdens zijn thuisrace op een Suter als invaller van de geblesseerde Randy Krummenacher, maar kwam in de race al vroeg ten val. In 2014 kwam hij uit in de SuperSports 600cc-klasse van het Aziatisch kampioenschap wegrace en won hij met overwinningen op het Sentul International Circuit en het Losail International Circuit de titel. Dat jaar debuteerde hij ook als wildcardcoureur in het wereldkampioenschap Supersport tijdens zijn thuisrace voor het SIC Racing Team op een Honda, waarin hij negende werd.
In 2015 begon Zaidi het jaar in het WK Moto2 bij het team JPMoto Malaysia op een Suter. Al na zes races, waarin een 23e plaats in Qatar zijn beste resultaat was, werd hij vervangen door Ratthapark Wilairot. Vervolgens keerde hij terug naar het Aziatisch kampioenschap wegrace, waar hij in 2016 opnieuw de SuperSports 600cc-klasse won met een zege op het Chang International Circuit. In 2017 won hij tweemaal op het Johor Circuit en het Madras International Circuit en werd hij achter Azlan Shah tweede in de eindstand. In 2018 kende hij een moeilijker jaar, waarin hij enkel op Sentul eenmaal op het podium stond en achtste in het kampioenschap werd.
In 2019 werd de SuperSports 600cc-klasse van het Aziatisch kampioenschap wegrace vervangen door de ASB1000-klasse. Hij won drie races op het Sepang International Circuit, het Zhuhai International Circuit en Chang en werd achter Shah en Broc Parkes derde in het klassement. De seizoenen 2020 en 2021 werden vanwege de coronapandemie afgelast, maar in 2022 keerde het kampioenschap terug. Zaidi reed hierin op een Honda en won de openingsrace op Chang. Met 157 punten werd hij voor de derde keer kampioen in de klasse. In 2023 won hij geen races, maar stond hij wel negen keer op het podium en werd hij met 173 punten achter Markus Reiterberger en Andi Farid Izdihar derde in de eindstand. In 2024 stond hij twee keer op het podium op Chang en werd hij met 121 punten zesde in het kampioenschap.
In 2025 maakt Zaidi zijn debuut in het wereldkampioenschap wegrace bij het team Petronas MIE Honda Racing.